# 321 (عدد)
321 هو عدد صحيح، يلي العدد 320 وويسبق العدد 322.

## في الرياضيات

### خصائص
- عدد طبيعي.[3]
- عدد فردي.[4][5]
- عدد موجب،[6] السالب منه هو -321.[7]

## في التاريخ
- 321 هـ هي سنة في التقويم الهجري.
- هي سنة 321 م في التقويم الميلادي.

## وصلات خارجية
الأعداد الصاتمة، ديوان اللغة العربية.